# وفيات 2006
قائمة بأشخاص بارزين رحلوا في سنة 2006.
|  |

## وفيات يناير
4
- مكتوم بن راشد آل مكتوم، 62، حاكم إمارة دبي.

15
- جابر الأحمد الصباح، 79، حاكم الكويت الثالث عشر.

21
- إبراهيم روجوفا، 61، أول رئيس لكوسوفو.

## وفيات فبراير
22
- أطوار بهجت، 29، مراسلة عراقية لقناة العربية.

27
- أبوبكر عزت، 72، ممثل مصري.

28
- أوين تشمبرلين، 85، عالم أمريكي حاصل على جائزة نوبل في الفيزياء.

## وفيات مارس
6
- جوردون باركس، 93، مصور، وناشط أمريكي.

7
- حمدي غيث، 82، ممثل مصري.

11
- سلوبودان ميلوشيفيتش، 64، رئيس صربي سابق.

16
- باول فلاهيرتي، 42، عالم حاسوب أمريكي.

27
- خالد النفيسي، 69، ممثل كويتي.

## وفيات أبريل
3
- محمد الماغوط، 72، كاتب سوري.

10
- محمد الفيتوري، 80، وزير خارجية تونسي.

## وفيات مايو
12
- حسين مازق، 88، رئيس وزراء ليبي سابق.

16
- عبد الله زكريا الأنصاري، 84، أديب كويتي.

20
- سناء يونس، 64، ممثلة مصرية.

23
- كاجيميج غورسكي، 85، لاعب كرة قدم بولندي.

## وفيات يونيو
5
- هدى سلطان، 81، مغنية مصرية.

7
- أبو مصعب الزرقاوي، 39، زعيم فرع تنظيم القاعدة في العراق، أردني.

9
- جمال أبو سمهدانة، 43، سياسي فلسطيني.

17
- عبد الحليم سعدلاييف، 40، رئيس شيشياني سابق.
- علي السميري، 49، ممثل كويتي .

23
- آرون سبيلنغ، 83، مخرج، ومنتج أمريكي.

28
- محمود المستيري، 76، وزير خارجية تونسي.

## وفيات يوليو
4
- وسيلة حسين، 73، ممثلة مصرية.

7
- إلياس الهراوي، 79، رئيس لبناني سابق.

9
- عبد المنعم مدبولي، 84، ممثل مصري.

18
- أسد غنمة، 76، قائد عسكري أردني.

27
- نقولا زيادة، 98، مؤرخ لبناني.

## وفيات أغسطس
6
- هيروتاكا سوزوؤكي، 56، ممثل ومؤدي أصوات ياباني

28
- ملفن شفارتز، 73، عالم أمريكي حائز على جائزة نوبل في الفيزياء.
- وليام فرانسيس كوين، 87، أول حاكم لولاية هاواي الأمريكية.

30
- نجيب محفوظ، 94، روائي مصري.

31
- محمد عبد الوهاب، 22، لاعب كرة قدم مصري.

## وفيات سبتمبر
4
- جاشينتو فاكيتي، 64، لاعب كرة قدم إيطالي.
- ستيف إروين، 44، خبير الطبيعة أسترالي.

13
- آن ريتشاردز، 73، سياسية أمريكية.

16
- فؤاد المهندس، 82، ممثل مصري.

17
- فتحية شاهين، 88، ممثلة مصرية.

## وفيات أكتوبر
7
- آنا بوليتكوفيسكايا، 56، ناشطة روسية.

10
- جلال حرب، 85، ممثل مصري.

## وفيات نوفمبر
5
- بولنت أجاويد، 81، رئيس وزراء تركي سابق.

10
- جاك بالانس، 92، ممثل أمريكي.

16
- ميلتون فريدمان، 94، اقتصادي أمريكي حائز على جائزة نوبل.

17
- فيرينتس بوشكاش، 79، لاعب كرة قدم مجري.

21
- بيار أمين الجميل، 34، سياسي لبناني.

26
- أبو حفص الأردني، 33، مقاتل مسلم، قائد المجاهدين العرب في الشيشان.

## وفيات ديسمبر
9
- عطية صقر، 92، عالم أزهري مصري.

10
- غريب محمود، 65، ممثل مصري.
- أوغستو بينوشيه، 91، رئيس تشيلي سابق.

16
- ماجدة الخطيب، 63، ممثلة مصرية.

18
- جوزيف باربيرا، 94، رسام، ومنتج أمريكي.

26
- جيرالد فورد، 93، رئيس أمريكي سابق.

30
- صدام حسين، 69، رئيس عراقي سابق.
- إيهاب نافع، 71، ممثل مصري .